# Lanze (Lauenburg)
Lanze er en kommune i det nordlige Tyskland, beliggende i Amt Lütau i den sydøstlige del af Kreis Herzogtum Lauenburg. Kreis Herzogtum Lauenburg ligger i delstaten Slesvig-Holsten.

## Geografi
Lanze grænser mod syd til floden Elben, mod vest til Elbe-Lübeck-Kanal og byen Lauenburg ligger ca tre kilometer mod sydvest. Dele af kommunen ligger i Naturschutzgebiet Lauenburger Elbvorland.